# 美國現代自由主義
美国现代自由主义，在美国国内常简称为自由主义，是美国政治中的一种社会自由主义意识形态，也是美國自由主義的主流派系。美国现代自由主义将公民自由、平等原則、社會正義和“经过检验”的市场经济相结合。在经济方面，现代自由主义反对削减社会安全网，支持政府在减少贫富差距、提供教育、保障医保、监管经济活动和保护自然环境方面采取行动。美国的现代自由主义形成于20世纪，当时更多的公民拥有了投票权和其他公民权。在政策方面，现代自由主义的例子包括罗斯福新政、公平政策、新边疆和偉大社會。
20世纪上半叶时，美国的两大政党内部各自存在保守派和自由派。后来保守的北方共和党人和南方民主党人共同组成了保守派联盟，在民权运动之前牢牢把持美国国会。後來随着北方民主党人开始支持民权和劳工運動，此前支持坚实南方的白人选民和政治人物转投共和党。自20世纪60年代以来，民主党逐漸演變为自由主义政黨，而共和党逐漸演變为保守主义政黨。“自由主义者”的政治立场被歸為左派或中間偏左，“保守主义者”的政治立场被歸為右派或中間偏右。2000年以来，自由主義在人口更密集的城市佔據主流，保守主义在人口密度更低的农村佔據主流，兩者在城乡结合部则基本不相上下。

## 概述
美国现代自由主义者强烈支持在教育、医疗卫生和社会福利方面增加公共开支；21世纪前半叶时重视的社会问题包括貧富差距（财富差距和收入差距）、少数族裔的选举权、肯定性行动、生育权及其他各种婦女權利、LGBT權益和移民政策改革。美国现代自由主义成型于20世纪，其根源在于西奥多·罗斯福的公平交易、新民族主义，伍德罗·威尔逊的新自由，富兰克林·德拉诺·罗斯福的罗斯福新政，哈里·S·杜鲁门的公平政策，约翰·肯尼迪的新边疆及林登·约翰逊的偉大社會。现代自由主义者在大多数（但并非所有）议题上反对保守主义。虽然现代自由主义在历史上与社会自由主义和进步主义有关，但现今“自由派”与“进步派”之间仍存在一定冲突。共和党常与现代保守主义一同被提及，民主党则常与现代自由主义一同被提及。
1941年，富兰克林·德拉诺·罗斯福定义自由主义政党为：
自由主义政党相信，当新的限制和问题出现，且超过男男女女个人的能力范围时，政府有责任给出解决这些问题的补救措施。自由主义政党坚持认为，政府有明确的责任去使用其权力和资源，通过社会控制解决新的社会问题：去保证普通人享有经济生活、政治生活、自由和追求幸福的权利。
现代自由主义者信奉的经济哲学受到凯恩斯主义经济学的极大影响。现代自由主义者一般相信政府需要调控宏观经济以保证国家繁荣，如保持低失业率、控制通货膨胀、保障经济的高速增长。

### “自由主义”一词在美国和欧洲用法的区别
今日，“自由主义”一词在各国的用法并不相同，而其中反差最大的便是欧洲和美国对该词的使用。小亞瑟·史列辛格在1956年时写道，“美国使用的自由主义一词，与可能除了英国以外任何欧洲国家政治中使用的同个词都没有任何共同之处”。在欧洲，“自由主义”一词一般是指古典自由主义，一种支持小政府、自由放任、不可剥夺的个人权利的意识形态，而在美国，一般用“自由意志主义”一词来形容这类意识形态，尽管古典自由主义和自由意志主义之间可以进行进一步区分。
在美国，“自由主义”一词一般只用于指代现代自由主义，古典自由主义中重视社会方面的一种子意识形态。美国的社会自由主义接近欧洲的社會民主主義，尽管欧洲也存在支持更原始社会自由主义的团体，如英国自由民主党的贝弗里奇集团、瑞典自由党、丹麥社會自由黨、民主運動及意大利共和党。

### 人口统计

一份蓋洛普民调得到的2018年美国各州自我认同为自由主义者的民众比例：
大于等于32%
28–31%
24–27%
20–23%
16–19%
小于等于15%

皮尤研究中心2005年的一项研究发现，相比其他意识形态，信仰自由主义的人群受教育程度最高，并与信仰保守主义的企业家并列美国最富裕的群体。自我认同为自由主义者的受调查者中，有49%的人是大学毕业生，有41%的人家庭收入超过75000美元，而全国平均水平分别为27%和28%。自由主义已成为学术界的主导政治意识形态，不同调查指出有44-62%的学者自我认同为自由主义者。相比之下，1969年至1984年的调查中只有40-46%的人自我认同为自由主义者。社会科学和人文学科是自由主义最浓厚的学术领域，而商业学科和工程学科则是自由主义最淡薄的学术领域，但即便在商业系中，自由主义者仍比保守主义者多一倍。这也引出了一个常见问题：自由主义者是否比他们的保守主义政治对手受教育程度更高。2008年和2010年的两项佐格比调查确认，信仰自由主义的人往往比信仰保守主义的人更可能考上大学。民调显示，相比其他年龄段的人，美国青年受自由主义熏陶更深。截至2009年，18–29岁的人群中有30%是自由派；到了2011年，这一数字略微下降至28%，2%的人转为中间派。
2015年的蓋洛普民调显示，自1999年以来，认同社会自由主义主张者越来越多。截至2015年，美国的社会自由主义者与美国的社会保守主义者数目持平，各占31%，而社会自由主义者的数目仍在上升中。2016年上半年的盖洛普民调显示，自由主义者占比仅24%，相比保守主义者的37%或是中间派的35%而言仍较少，但自由主义的支持率自1992年以来一直在缓慢增长。

### 当代议题
在21世纪早期的美国，自由主义支持女性生育权、支持少数群体反对歧视的肯定性行动、支持多邊主義、支持组建国际组织、主张个人权利大于团体权利、支持在美国建立统一的医保体系、支持LGBTQ+维权、反对减税、反对在经济决策方面限制政府权力。